# Lidingöbro värdshus

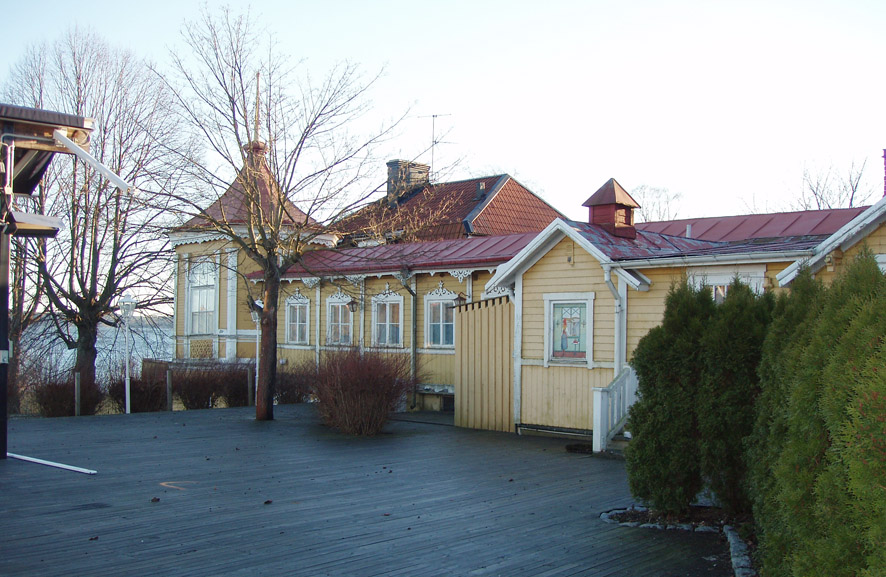
Lidingöbro värdshus i januari 2008.

Lidingöbro värdshus var ett värdshus vid Kaknäsvägen 64 på Norra Djurgården i Stockholm. Värdshuset var placerat i anslutning till den flottbro, kallad Lidingö bro, som anlades under åren 1802-1803 över Lilla Värtan mellan Lidingö och Djurgården. Värdshuset stängde 2004 och kvarvarande byggnaden revs 2010. Ett nytt värdshus planeras på samma plats.

## Historia

### Bron

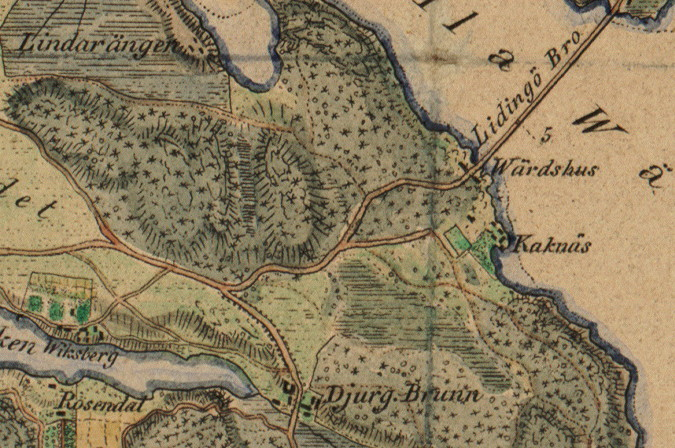
Fottbron och värdshuset 1817.

År 1802 började man anlägga en flottbro, kallad Lidingö bro, över Lilla Värtan mellan Norra Djurgården och Lidingön. Initiativtagare till bron var Lars Fresk som drev en textilindustri vid Elfviks gård. Bron invigdes sommaren 1803 och blev cirka 770 meter lång och sju meter bred. Den var vid den tiden en av de längsta flottbroarna i Europa. Närmast Djurgårdssidan fanns en öppningsbar del så att fartyg och båtar kunde passera. På Djurgårdssidan uppfördes två brostugor och på Lidingösidan byggdes Larsbergs brostuga. Bron revs 1883 och ersattes med en ny flottbro 1884 som förlades längre norrut mellan Ropsten på Stockholmssidan och Torsvik på Lidingön för att få fri passage för större fartyg i samband med att Värtahamnen började byggas.

### Värdshuset

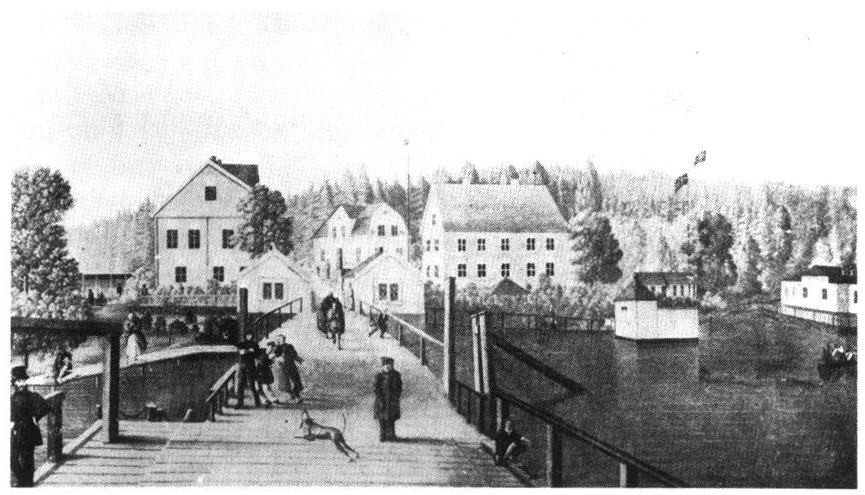
Det första värdshuset är tvåvåningsbyggnaden till vänster om brofästet en bit uppe i backen.

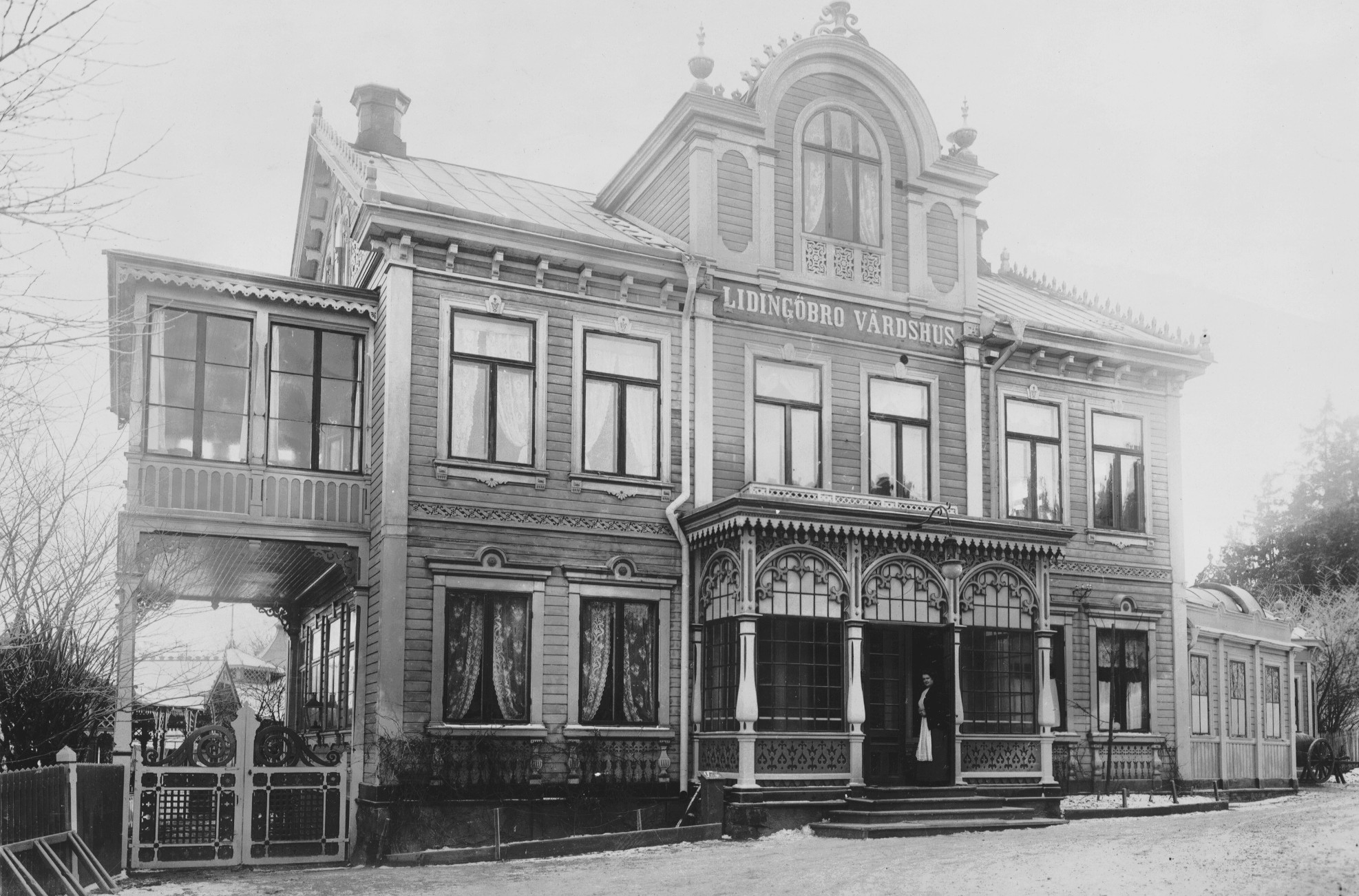
Gamla värdshusbyggnaden "Träslottet" omkring sekelskiftet 1900.

År 1814 hade Konungens befallningsman meddelat tillstånd att i anslutning till Lidingöbron på Djurgårdssidan "försälja mat och dricka samt minutera brännvin". Det var dock först 1823 som det egentliga Lidingöbro värdshus stod klart. Invigningen skedde den 25 oktober 1823 i samband med att Olof Fresk, son till fabrikören Lars Fresk, firade sitt bröllop på Lidingöbro värdshus. 
Det ursprungliga huset från 1823 var inte placerat där det sista värdshuset låg utan cirka 50 meter från brofästet en bit upp till vänster i backen, från bron räknat. Huset var en två-våningsbyggnad med vindsplan. Fresks värdshus revs 1893 och ersattes av ett stort nybygge, ett så kallat träslott med rika lövsågerier i tidens smak. Men redan på 1850-talet uppfördes en kägelbana med en tornprydd avslutning närmas vattnet. Det är detta torn, som fortfarande finns kvar (2016).
Träslottet från 1893 brann ner den 23 september 1924 och byggdes aldrig mera upp igen. De två brostugorna, som byggdes på var sida om brofästet, finns kvar fortfarande och är privatbostäder. De tillkom på initiativ av Lars Fresk i samband med att Larsbergs brostuga på Lidingösidan uppfördes. Stugorna har byggts om till viss del på senare år men står kvar på ursprunglig plats och har således en ålder av mer än 200 år. 
Lidingöbro värdshus, som genom åren förändrats mycket och byggts ut i olika omgångar, behöll sitt namn trots avsaknad av anslutande bro. Fram till 1939 fanns dock både båt- och bussförbindelse fram till värdshuset vilket bidrog till bra kundunderlag. Lidingöbro värdshus har mellan 1954 och 1995 drivits av familjen Nuhma som gav stället sitt gamla anseende tillbaka. 
Husets underhåll har därefter blivit eftersatt och verksamheten stängde slutligen omkring 2004. Större delen av byggnaden revs i mars 2010 för att bereda plats för ett hotell som planerades att öppna hösten 2014. Men därav blev det inget. En ny ägare tillträdde i september 2015. I augusti 2020 var området fortfarande en övergiven byggarbetsplats.

### Omgivningen
Efter brons tillkomst uppstod här ett litet samhälle bestående, utöver värdshuset och brostugorna, av "Badskeppet" (ett kallbadhus som revs på 1850-talet), Norra och södra Villervallan och Villa Östkusten. Den senare var ursprungligen en flyttbar paviljong och möjligen ett av arkitekt Fredrik Bloms monteringsfärdiga sommarhus som 1861 flyttades hit från Framnäs udde på Södra Djurgården. I slutet av 1800-talet tillkom Villa Kusten. Till den bevarade bebyggelsen hör även Lilla och Stora Astringe som var bostad åt värdshusets ägare medan Lilla Astringe innehöll personalbostäder, tvättstuga och mangel. I bebyggelsegruppens södra del ligger den äldsta bevarade byggnaden, Kaknäs hovjägarboställe, från 1772 och tiden då Norra och Södra Djurgården var kunglig jaktpark. Området kring det gamla brofästet och värdshuset kallas numera inofficiellt Lidingöbro.

## Bilder

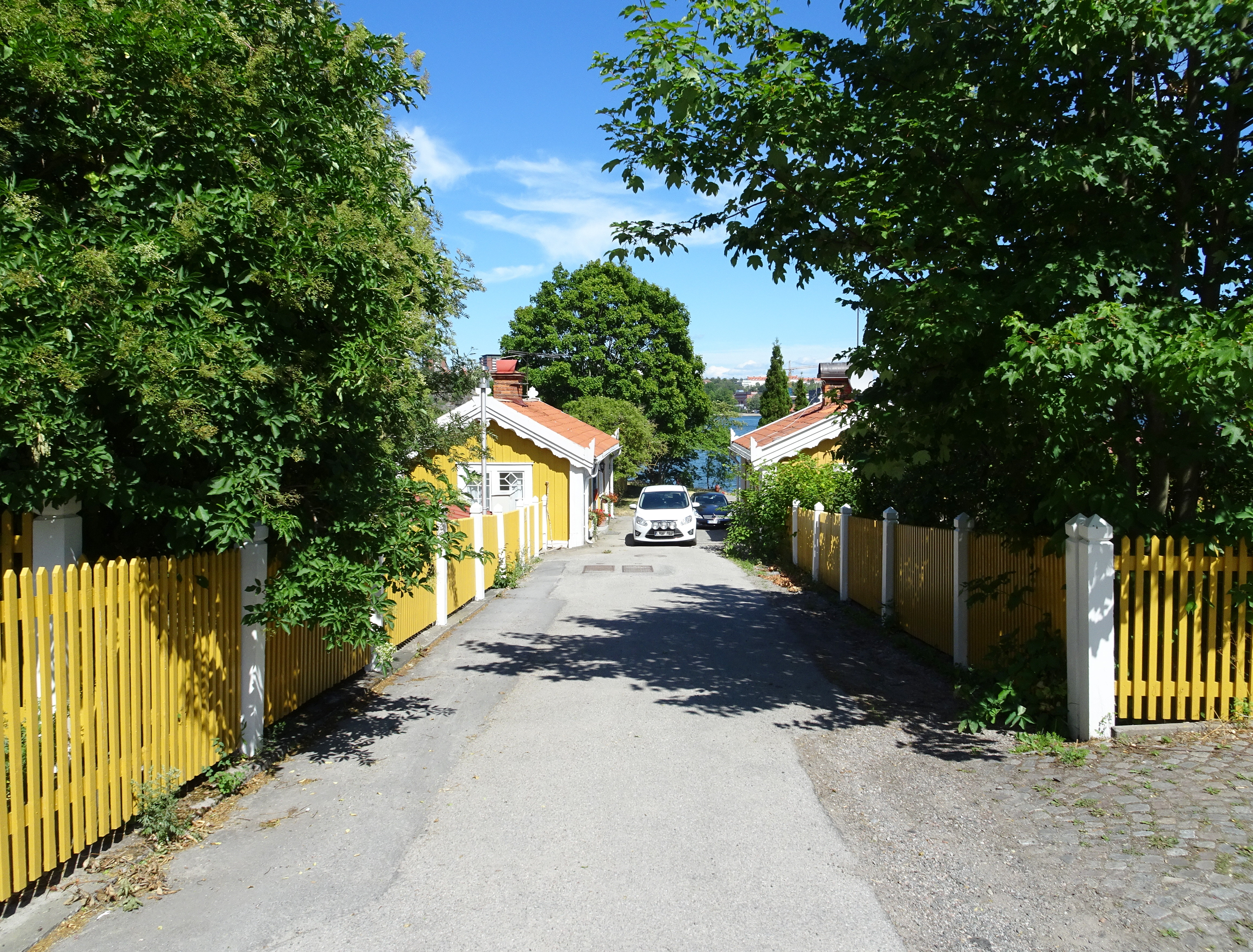
Brons brostugor, vy mot Lidingö, juli 2018.
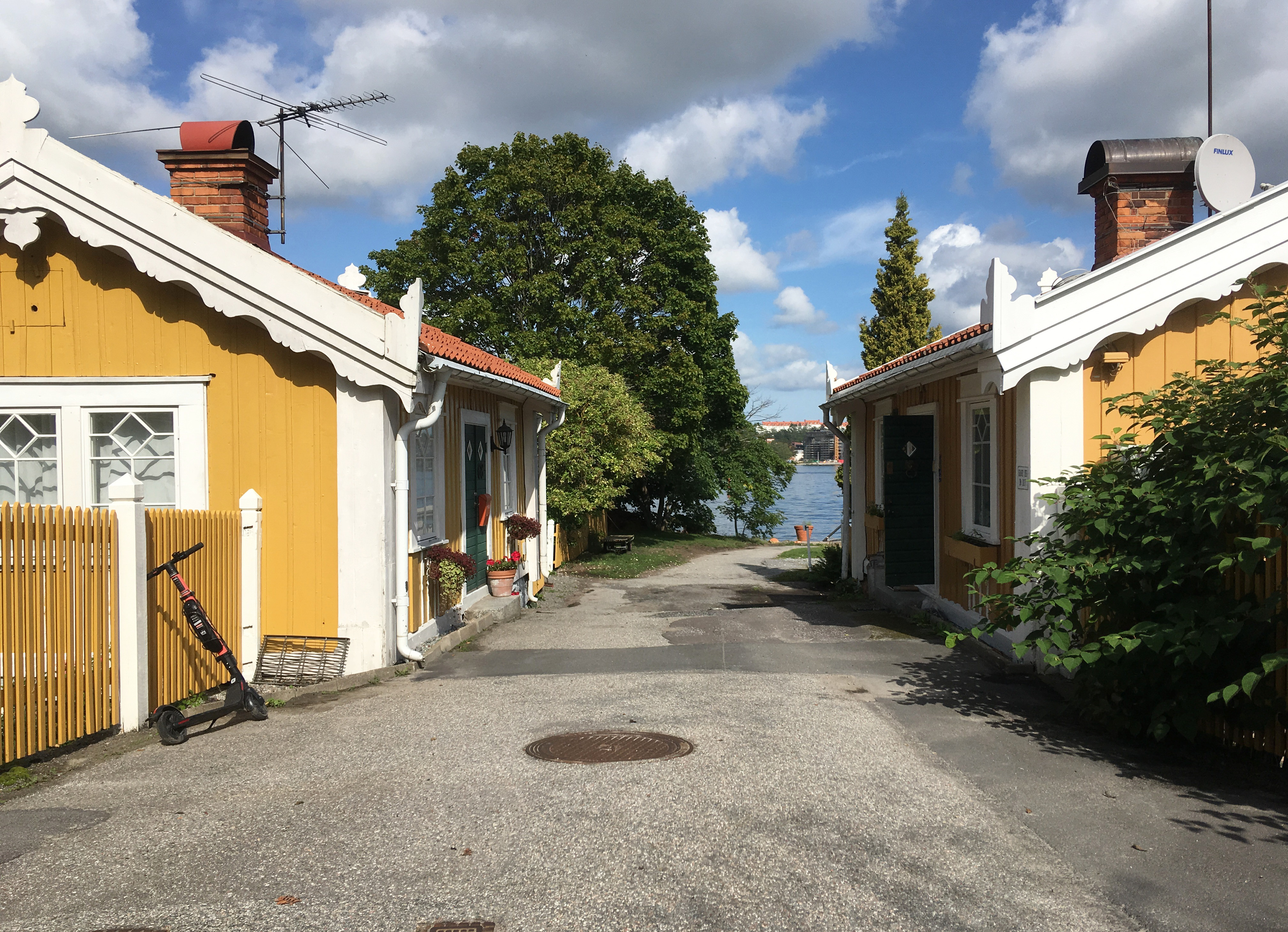
Brostugorna, augusti 2019.
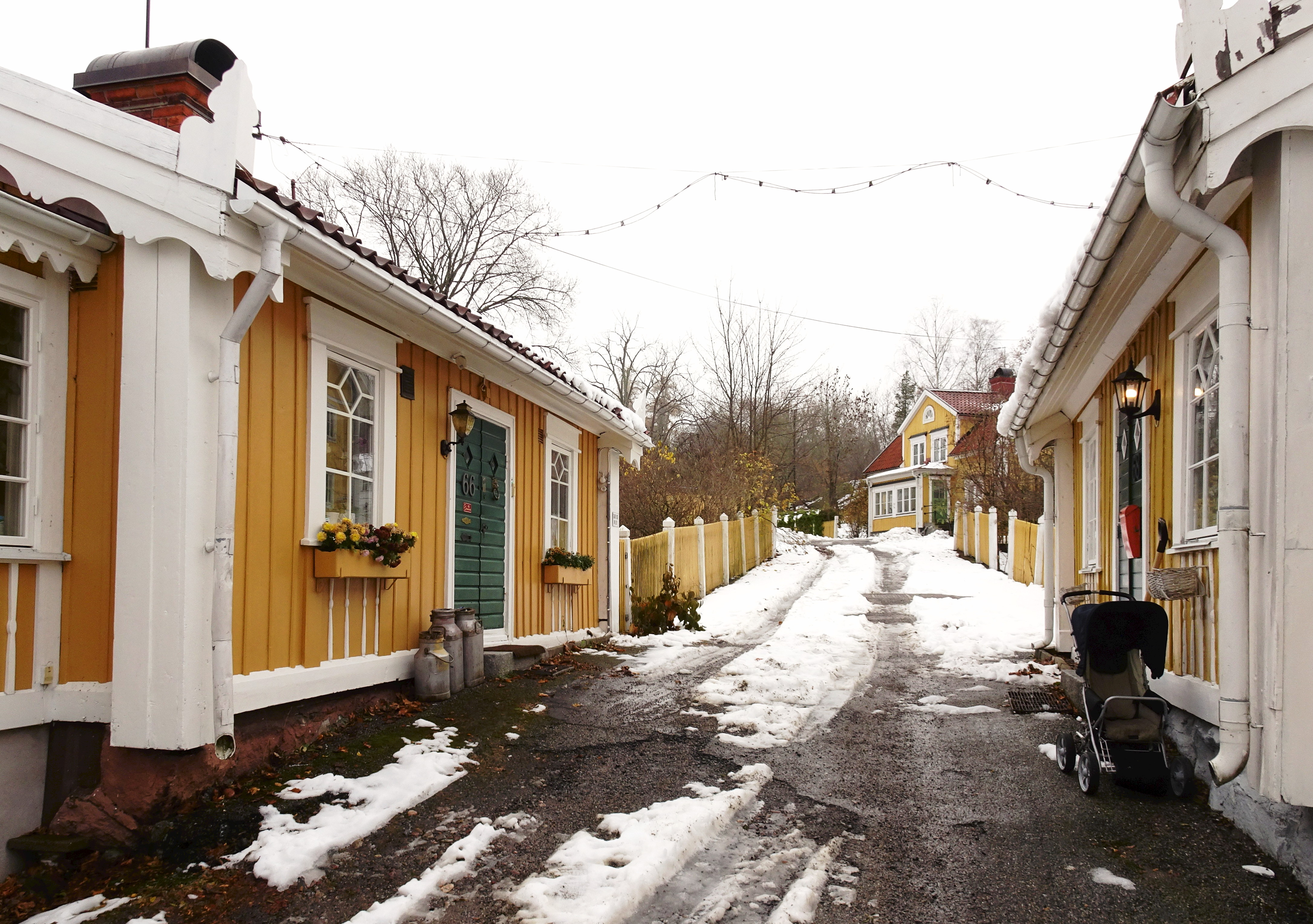
Brostugorna med Lilla Astringe i bakgrunden 2016.
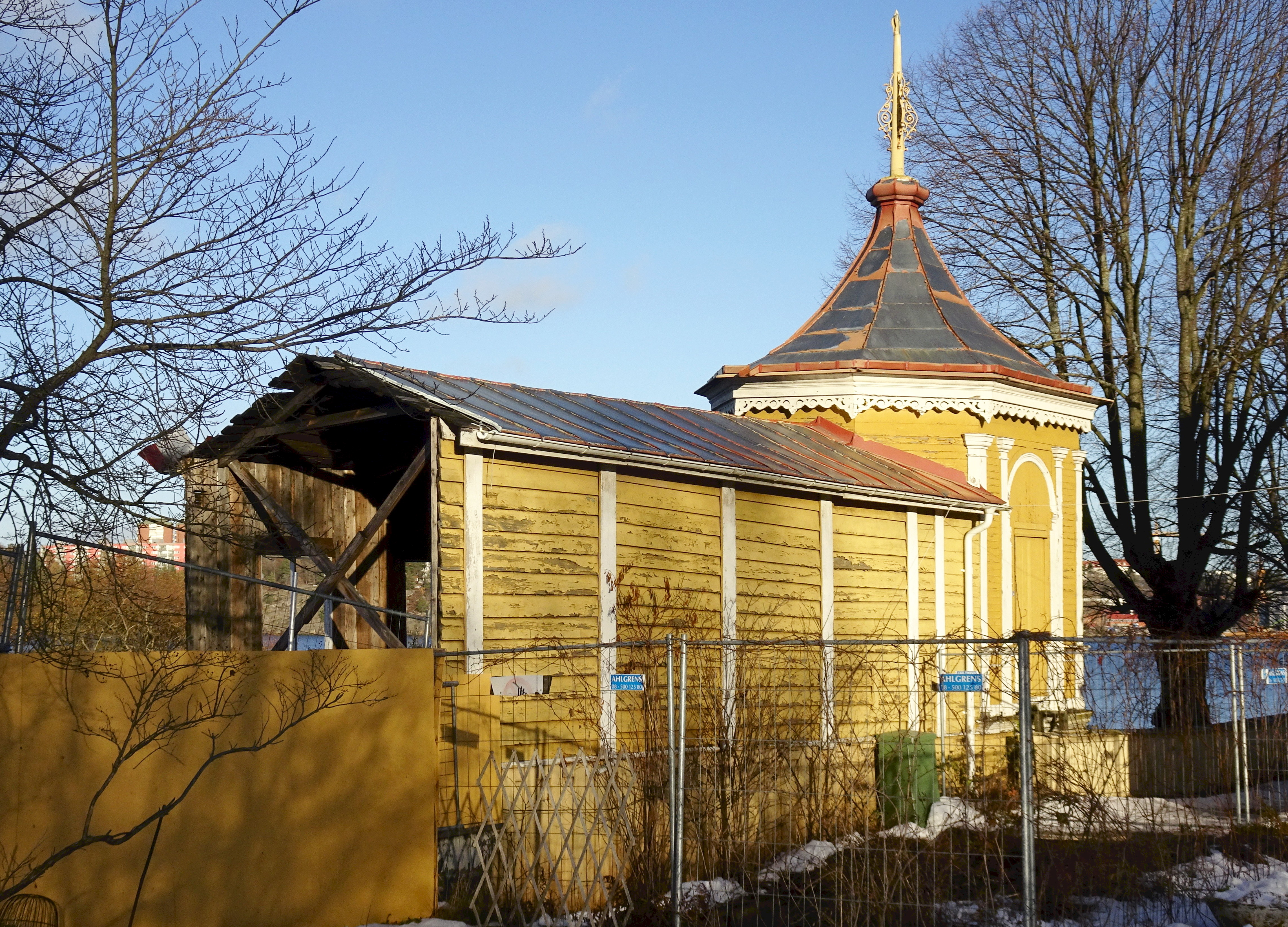
Resten av kägelbanan 2016.
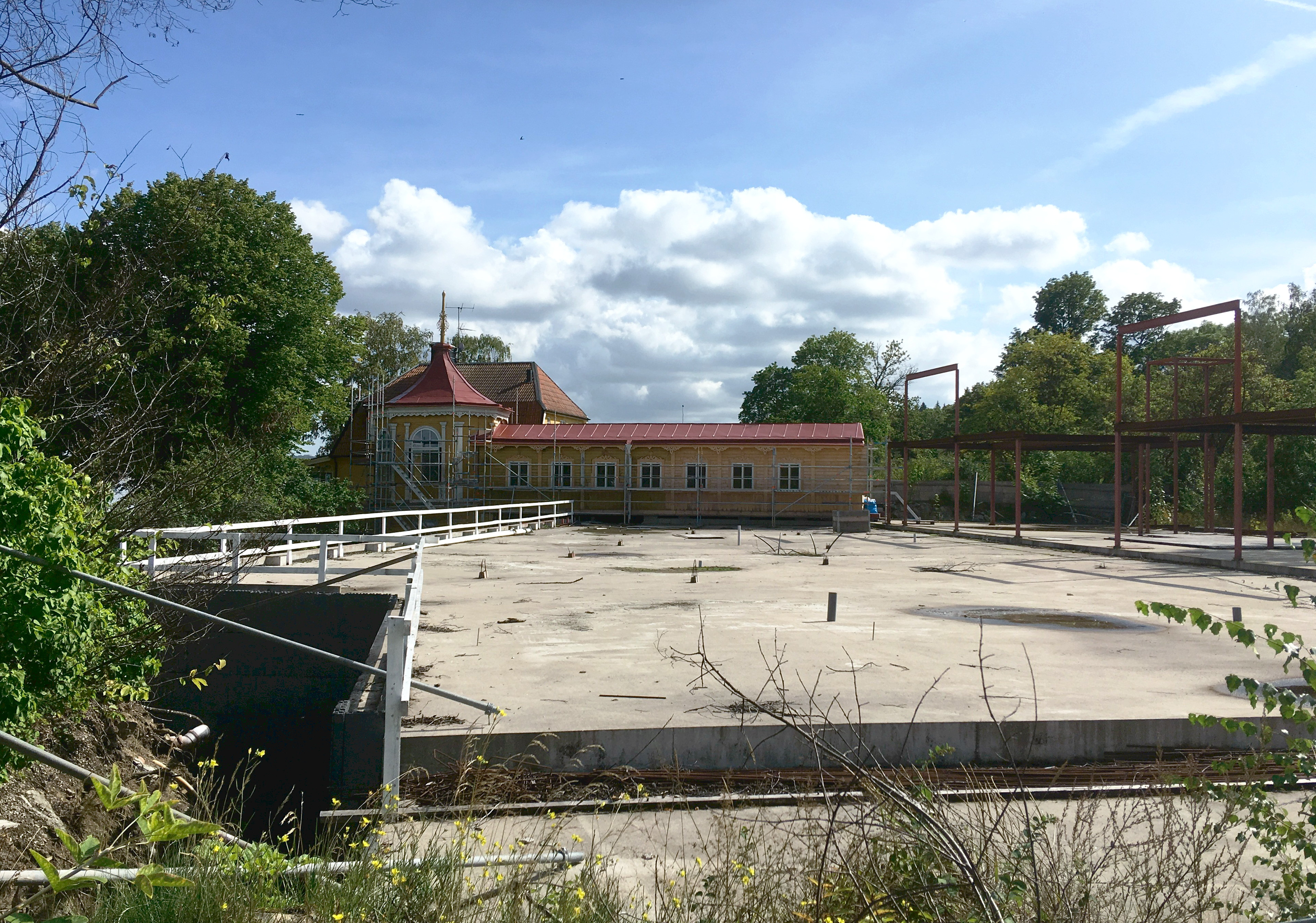
En övergiven byggarbetsplats, augusti 2019.